# Louise Voordecker
Louise Voordecker (Brussel, 1813 - ?) was een Belgische kunstschilder uit de eerste helft van de 19de eeuw. Ze was de dochter van kunstschilder Henri Voordecker (1774-1861) en tevens zijn leerlinge. Ze was een tijdlang tekenlerares aan het Hof in Brussel, voor de kinderen van Koning Leopold I. Ze schilderde romantische stillevens met fruit of met dode vogels.
Ze woonde aan de Quai au bois de construction 26 in Brussel en was gehuwd met ene Wauwermans.

## Tentoonstellingen
- Salon 1817 in Antwerpen : Ontbijt met champagne en Fruit.
- Tentoonstelling van Levende Kunstenaars, Den Haag, 1843 : Stilleven met bloemen en vruchten
- Tentoonstelling van Levende Meesters, Rotterdam, 1848 : 'Stilleven met vruchten
- Tentoonstelling van Levende Meesters, Utrecht, 1848 : Stilleven met vruchten
- Tentoonstelling van Levende Meesters, Amsterdam, 1854 : Stilleven met vaas en vruchten

## Verzamelingen
- Kon. verzameling, Brussel : stilleven met dode vogels.